# Alceo Bocchino
Alceo Bocchino (Curitiba, 30 de novembro de 1918 — Rio de Janeiro, 7 de abril de 2013) foi um maestro, arranjador, pianista e compositor brasileiro.
Foi um dos fundadores da Orquestra Sinfônica Nacional, onde foi regente titular por treze anos. Foi assistente do maestro Eleazar de Carvalho na Orquestra Sinfônica Brasileira e presidente da Comissão Artística, regendo a orquestra por quatro anos. Participou nos anos 1960 e 70 de diversos cursos no exterior, em que regeu concertos com a Orquestra Sinfônica de Bilbao (Espanha) e a Orquestra Filarmônica de Burgás (Bulgária). Foi também criador e regente titular, posteriormente regente emérito, da Orquestra Sinfônica do Paraná, no ano de 1985.
Dentre seus professores estão as irmãs Lubrano, Antonio Melillo e João Poeck, Camargo Guarnieri, Villa-Lobos e Francisco Mignone.

## Biografia e carreira musical
Descendente de italianos, Alceo Bocchino morou no Rio de Janeiro desde 1946. Seu interesse precoce pela música ficou claro em seu depoimento à Revista de Domingo: "Roubava a chave do piano e ficava tocando quando todo mundo saía de casa. Um dia levei um tombo da cadeira e só aí descobriram o que eu fazia durante as tardes".

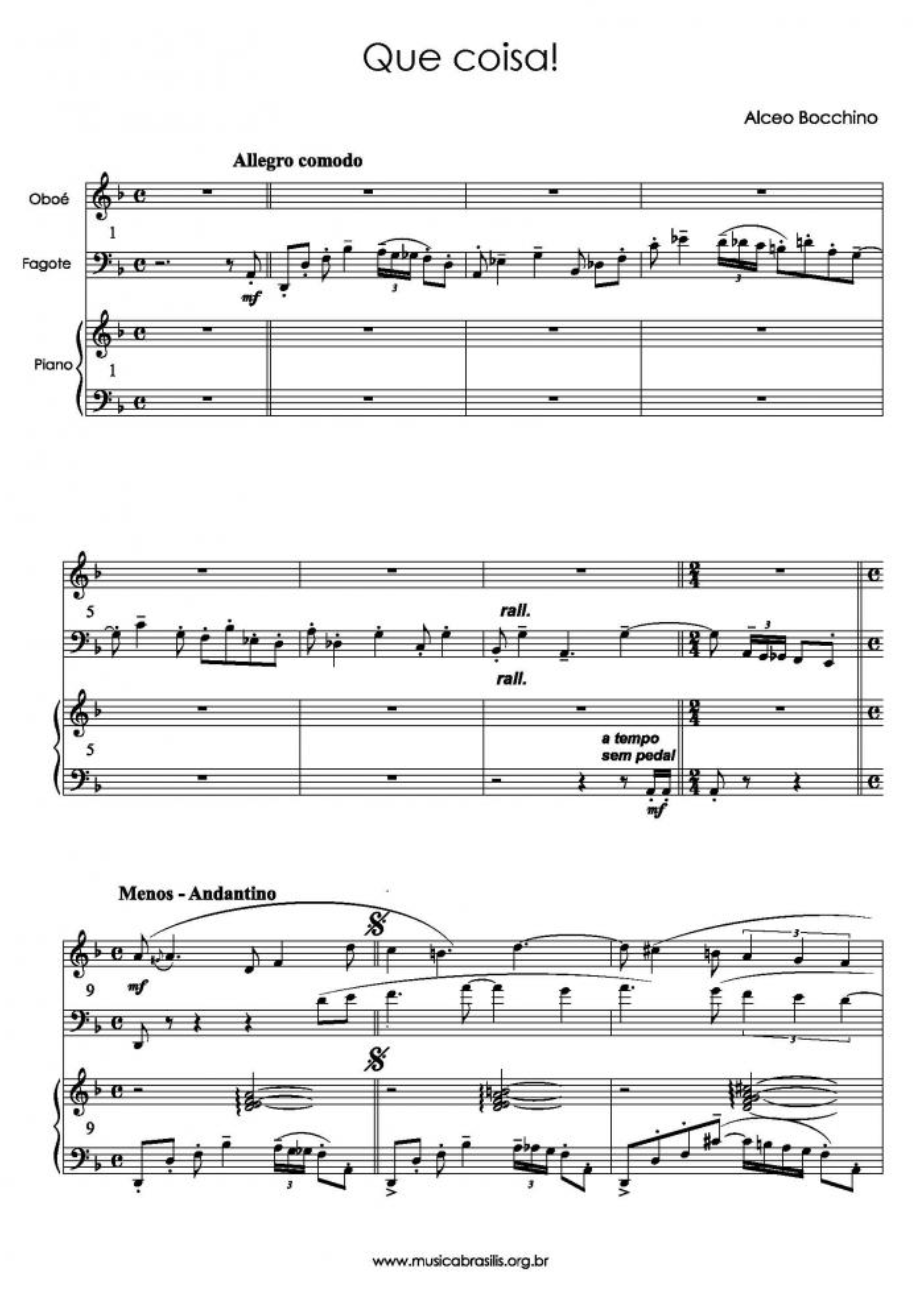
Que coisa (1a página) - Alceo Bocchino - partitura completa disponível no [https://musicabrasilis.org.br/partituras/alceo-bocchino-que-coisa Portal Musica Brasilis

Foi um dos dois principais colegas e colaboradores musicais de Villa-Lobos, juntamente com Vieira Brandão, trabalhando como revisor e executor ao piano, geralmente à primeira-vista e a partir de grades orquestrais extremamente complexas, das obras recém-escritas por Villa-Lobos. Por esta capacidade notável de ler e reduzir as partituras instantaneamente, Villa-Lobos lhe chamava carinhosamente de "Cachorrão", segundo relato do próprio Bocchino.
Paralelamente à sua carreira de músico, Bocchino se dedicou à carreira de Direito, formando-se em 1939. Como educador foi fundador e professor titular da Escola de Música e Belas Artes do Paraná, ministrando aulas de diversas matérias teóricas; no Conservatório de Santos deu aulas de Fisiologia Vocal e Coral. Foi professor de composição e regência da Escola de Música Villa-Lobos, no Rio de Janeiro onde formou alunos como Marcelo Palhares, Vilane Trindade, Paula Mariz e Maximianno Cobra. Também foi professor dos regentes Diogo Ahmed, Daniel Guedes e Ubiratã Rodrigues.
Bocchino se destacou durante sua atuação na rádio na década de 1950:
“Adaptou-se muito bem ao novo veículo e aprendeu métodos de orquestração, passando a dominar o ofício de regente. Na Record regeu ao vivo a Canção dos Expedicionários em homenagem aos pracinhas que voltaram da II Guerra.
Casou-se com a Sra. Ida Teitelroit nos anos 1940, com quem veio a ter duas filhas: Gulmara Beatriz e Rosalba Esther.
Com múltiplos talentos musicais - sendo, ao mesmo tempo, um prodígio do piano, habilíssimo arranjador, inspirado diretor musical e compositor - decidiu-se pela carreira principal de maestro de orquestra, com forte influência e apoio de sua esposa Ida Teitelroit Bocchino.
Na Rádio Mayrink Veiga foi arranjador de Carlos Galhardo, Orlando Silva, Sílvio Caldas e Nelson Gonçalves.
Na Nacional, em 1956, orquestrou e dirigiu, com Paulo Tapajós, o programa Quando os maestros se encontram, uma espécie de duelo ao vivo em que cada um mostrava suas aptidões musicais. Entre as presenças marcantes, figuravam Radamés Gnatalli, Léo Peracchi e o então novato, Tom Jobim.
Em 1974 viajou pela Europa com a Orquestra Sinfônica Brasileira, realizando concertos com grande sucesso de público e crítica. De volta ao Brasil, participou de diversas apresentações com orquestras brasileiras. Em 1981 representou o Brasil na Universidade de Maryland, como regente do concerto inaugural Stravaganza Musicale, tendo como solistas vinte pianistas, no 11º Festival e Concurso de Piano.
Em 1985 tornou-se o fundador e maestro titular da Orquestra Sinfônica do Paraná, cargo que ocupou por diversos anos e atualmente era seu maestro Emérito.
Em 1989 participou da montagem da ópera Tosca, uma produção do Teatro Guaíra.
Foi ocupante da cadeira 37º da Academia Brasileira de Música.

## Discografia
- Suíte Miniatura - com Orquestra Sinfônica do Paraná.
- Lembrando Patápio - Lenir Siqueira (flauta) e Alceu Bocchino (piano)
- Temas brasileiros Nº1